# روکساندرا پوپا
روکساندرا پوپا (متولد ۱۹۸۷ در پلویستی) مدل و ملکه زیبایی رومانیایی است. او در سال ۲۰۰۸ به عنوان خانم رومانی-زمین انتخاب شد. او در سال ۲۰۰۷ توسط آلینا جورج، با عنوان خانم رومانی زمین تاجگذاری کرد.
مسابقه دوشیزه زمین در ۹ نوامبر ۲۰۰۸ در آمفی تئاتر اکسپو پیلیپینو در آنجلس، پامپانگا، فیلیپین برگزار شد.